# Skomarje
Skomarje je vesnice na severovýchodě Slovinska, v Pohorje, severozápadně od obce Zreče. Je součástí historického regionu Dolní Štýrsko, administrativně dnes spadá do regionu Slavinja.

## Kostel

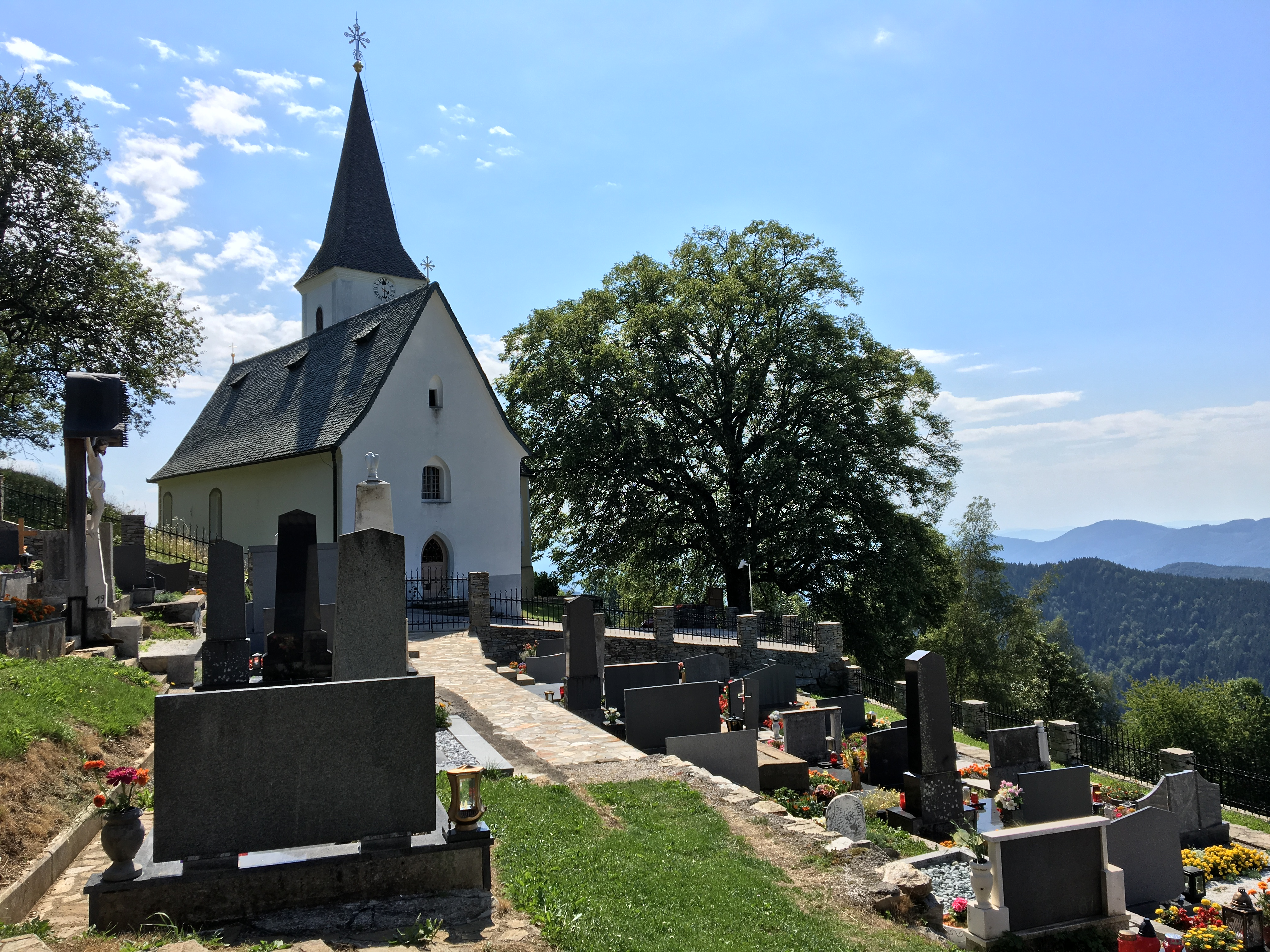
Kostel sv. Lamberta

Místní kostel sv. Lamberta je součástí arcidiecéze Maribor. Jedná se o římskokatolický kostel, který stojí v nadmořské výšce 944 metrů. Ke kostelu patří i horský hřbitov.
Pojmenován je podle sv. Lamberta, maastrichtského biskupa, mučedníka z belgického Lutychu. Podle legendy byly v roce 1157 vysláni dva mnichové z Horního Štýrska do poutního místa Mariazell. Jeden z nich nesl obraz Matky Boží, druhý obraz sv. Lamberta. Právě tento druhý mnich údajně založil svatostánek, na jehož místě stojí dnešní kostel. První písemná zmínka pochází z roku 1313. Základy současné stavby zřejmě vznikly v 15. století.
V roce 1900 byla na západní stěně kostela umístěna pamětní deska připomínajícího místního lidového zpěváka a herce Jurije Vodovnika z přelomu 18. a 19. století.